# Chlorophytum krauseanum
Chlorophytum krauseanum är en sparrisväxtart som först beskrevs av Moritz Kurt Dinter, och fick sitt nu gällande namn av Shakkie Kativu. Chlorophytum krauseanum ingår i släktet ampelliljor, och familjen sparrisväxter. Inga underarter finns listade i Catalogue of Life.